# 野村神社

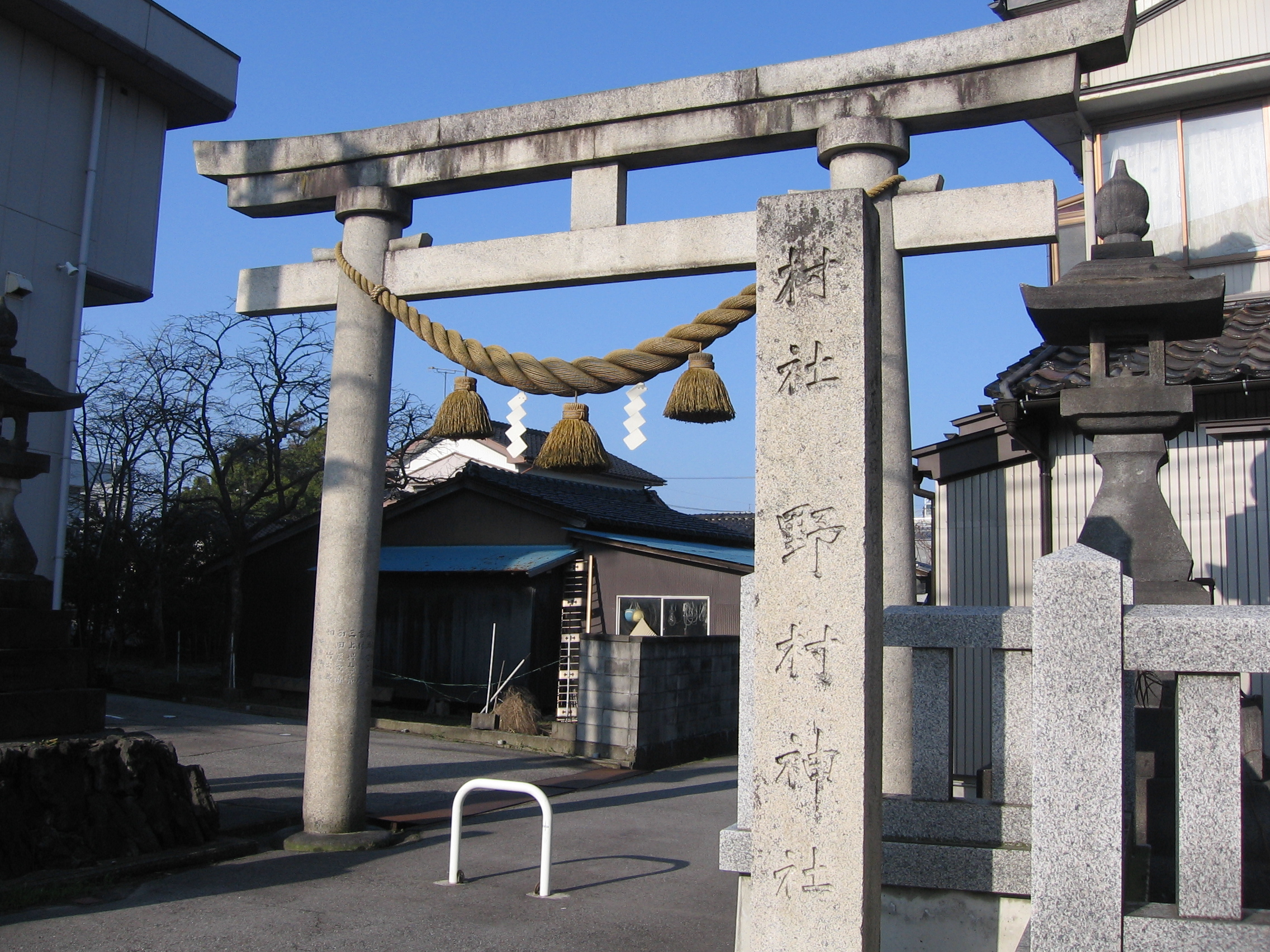
鳥居

野村神社（のむらじんじゃ）は、富山県高岡市野村にある神社。旧射水郡野村の村社。
高岡市横田町三丁目にある有礒正八幡宮の奉務神社のひとつでもある。
富山県道57号高岡環状線沿いにある鳥居から参道を直進すると境内があり、境内の中央に本殿・拝殿が立地している。

## 祭神
- 菊理姫命
- 天照皇大神
- 建御名方命
- 菅原大神
- 譽田別命

## 歴史
白山神社からの勧請とみられるが、社伝が火災で焼失しており、創建などについては不詳。
正徳2年（1712年）の古文書には野村地内の神社として、野村の白山宮、神明宮、八幡宮、野村新村の神明宮、諏訪社の五社が記載されている。
明治5年（1872年）の明細帳には野村地内の神社として、上野村の八幡宮、神明宮、下野村の白山宮、神明宮、天満宮、野村新の諏訪社の六社が記載されている。
明治44年（1911年）に現在の場所（白山宮の跡地）に社殿を造営し、全ての神々を合祀し、野村神社と改称された。

## 氏子町内
- 野村第一
- 野村第二
- 野村第三
- 野村第四
- 野村第五
- 二枚橋
- 双葉町
- 玉兎ヶ丘
- 野村東町
- 富田町
- 深田町
- 寿町
- 長和里
- 新和町

## 神社周辺
- 浄土真宗本願寺派登加山宝教寺（寳敎寺）
- 浄土真宗本願寺派昇道寺
- 高岡市立野村小学校
- 野村交差点（富山県道44号富山高岡線、富山県道57号高岡環状線）